# Wojna z Brukterami, Marsami i Cheruskami
Wojna z Brukterami, Marsami i Cheruskami – miała miejsce w roku 11 p.n.e.
Po pokonaniu Fryzów, kolejną kampanię przeciwko Germanom Druzus podjął w roku 11 p.n.e. Wykorzystując wewnętrzne konflikty pomiędzy poszczególnymi plemionami germańskimi, wódz rzymski pozyskał sojuszników spośród Batawów i Fryzów, z pomocą których skierował się w głąb Germanii. Pierwszym celem Rzymian stało się plemię Brukterów, które zostało spacyfikowane. Rzymianie wkraczając na terytoria tego plemienia palili, grabili osady oraz mordowali ich mieszkańców. Po pokonaniu Brukterów armia Druzusa wkroczyła na tereny Marsów, z którymi również rozprawiono się brutalnie. Pobici Marsowie zmuszeni zostali do wycofania się na wschód na ziemie Cherusków, gdzie już wcześniej schronili się ocalali z pogromu Brukterowie. W pościgu za przeciwnikiem Rzymianie schwytali mnóstwo jeńców, których natychmiast sprzedawali w niewolę, postępującym za nimi kupcom. Po dotarciu na terytoria Cherusków, Druzus szybko rozprawił się z zupełnie nieprzygotowanym do obrony plemieniem. Pobici Germanie nie mieli innego wyjścia jak przyjęcie warunków pokojowych Rzymian a także wydanie im zakładników i zapasów żywności. Pod koniec roku Druzus poprowadził swoje siły w kierunku Renu, gdzie armia rzymska spędziła nadchodzącą zimę.